# Bronisława Grabska (Sprawiedliwa wśród Narodów Świata)
Bronisława Grabska – polska „Sprawiedliwa wśród Narodów Świata”. 

## Życiorys
W trakcie II wojny światowej pomagała Żydom. W 1943 r. Tzipora Kesler uciekła z lwowskiego getta i z posiadanymi „aryjskimi” dokumentami przedostała się do Krakowa, gdzie podjęła pracę jako kelnerka w obozie wojskowym. Niedługo potem zaprzyjaźniła się ze współpracowniczką Bronisławą Grabską i oboje postanowili dzielić mieszkanie. Grabska poznała prawdziwą tożsamość swojej przyjaciółki dopiero, gdy woźny nabrał podejrzeń. To odkrycie nie tylko podkopało ich przyjaźń, ale ją wzmocniło. Z inicjatywy Grabskiej przyjaciółki przeprowadziły się do nowego mieszkania, gdzie Grabska przedstawiła Kesler jako swoją krewną. Kesler i Grabska dzieliły to mieszkanie i pracowały razem aż do wyzwolenia Krakowa przez Armię Czerwoną w styczniu 1945 roku.   
12 stycznia 1984 r. Instytut Jad Waszem uhonorował Bronisławę Grabską medalem „Sprawiedliwy wśród Narodów Świata”.